# Distretto di Trnava
Il distretto di Trnava (in slovacco: okres Trnava) è uno dei 79 distretti della Slovacchia, nella regione di Trnava.
Fino al 1918, il distretto faceva parte sia della contea ungherese di Bratislava, eccetto Bučany, che faceva parte della contea di Nitra.

## Geografia antropica
Il distretto è composto da 1 città e 44 comuni:

### Città
- Trnava

### Comuni
- Biely Kostol
- Bíňovce
- Bohdanovce nad Trnavou
- Boleráz
- Borová
- Brestovany
- Bučany
- Buková
- Cífer
- Dechtice
- Dlhá
- Dobrá Voda
- Dolná Krupá
- Dolné Dubové
- Dolné Lovčice

- Dolné Orešany
- Horná Krupá
- Horné Dubové
- Horné Orešany
- Hrnčiarovce nad Parnou
- Jaslovské Bohunice
- Kátlovce
- Košolná
- Križovany nad Dudváhom
- Lošonec
- Majcichov
- Malženice
- Naháč
- Opoj
- Pavlice

- Radošovce
- Ružindol
- Slovenská Nová Ves
- Smolenice
- Suchá nad Parnou
- Šelpice
- Špačince
- Šúrovce
- Trstín
- Vlčkovce
- Voderady
- Zavar
- Zeleneč
- Zvončín